# Чёрная (приток Миасса)
Чёрная — река в Миасском городском округе (Челябинская область, Россия), левый приток реки Миасс. Длина река — 12 км.

## Описание
Речка Чёрная начинается севернее горы Круглой из болот. Течёт по лесам на восток до горы Моховой, затем поворачивает на северо-восток. Протекает на окраине города Миасса, в окрестностях ж/д станции Миасс-2. По правому берегу реки находится гора Моховая. Впадает в Миасс слева в 596 км от его устья. В низовьях река канализирована, протекает по территории торфоразработок.

## Данные водного реестра
По данным государственного водного реестра России относится к Иртышскому бассейновому округу, водохозяйственный участок реки — Миасс от истока до Аргазинского гидроузла, речной подбассейн реки — Тобол. Речной бассейн реки — Иртыш.
Код объекта в государственном водном реестре — 14010500812111200003459.

## Ссылка
- Лист карты N-41-25 Миасс. Масштаб: 1 : 100 000. Состояние местности на 1986 год. Издание 1987 г.